# 黎语支
黎语支是侗台语系的一支。分布在海南岛中部和西部。由黎族使用，人数80万。有黎语和加茂語两种语言，其中黎语又分为多个方言。需要注意的是，黎语与闽语的黎话（属汉藏语系汉语族）并不相同。
黎语支的语言普遍没有文字，直到1950年代黎语支哈方言才开始有基于拉丁字母的文字系统。关于哈方言罗活土语的书写系统的内容可以在“黎语在线学习”网站 （页面存档备份，存于）查看和学习。此外，维基百科英文词条哈方言语法纲要 （页面存档备份，存于）中亦有对哈方言书写系统的介绍。

## 分类
传统上黎语可以分为五个方言：侾（哈）方言、杞方言、本地（润）方言、美孚方言和赛（台或加茂）方言。其中，哈方言和杞方言相似，可以相互通话；润方言和美孚方言相似，也可以互相交流。黎语的方言土语虽然多，但语言比较一致，除加茂方言差别较大外，其他四个方言差别都小，可以进行简单的交流。加茂方言与其他四个方言差别较大，约有一半以上的词汇与其他四个方言不同，现在倾向于单独列为加茂语。
- 侾方言：主要分布在乐东县、崖县、东方县和陵水县；内部分为3个土语：罗活土语、哈应土语（侾炎土语）、抱显土语。[來源請求]
- 杞方言：主要分布在保亭黎族苗族自治县，琼中县、东方县和昌江黎族自治县；内部分为3个土语：通什土语、堑对土语、保城土语。[來源請求]
- 润方言：主要分布在白沙县；内部分为2个土语：白沙土语、元门土语。[來源請求]
- 美孚方言：主要分布在东方县东南部及昌江县境内昌化江西岸一带。[來源請求]
- 赛方言：主要分布在保亭县部、陵水县西北部和琼中县的东南部；内部分为4个次方言：加茂次方言、六弓次方言、田仔次方言、群英次方言。[來源請求]

Norquest (2007)给出的黎语支分类如下。不同的语言以粗体标识。共有约75万名黎语使用者。
- 原始黎语
  - 黑土土语 –7.3万
  - 泛黎语
    - 哈炎(中沙)土语 –19.3万
    - 中部黎语
      - 东部– 34.4万
        - 保定土语 –16.6万，书面语的基础
        - 杞方言 –17.8万
          - 通什土语 –12.5万
          - 堑对土语 –2.9万
          - 保亭 –2.4万

      - 北部–13.65万
        - 西北–6.25万
          - 仡隆语 –6万
          - Nadou (东方市) –2千5百

        - 东北–7.4万
          - 美孚方言–3万
            - 昌江土语
            - 西方土语

          - 闰语，也称本地话 –4.4万
            - 白沙土语 –3.6万
            - 元门土语 –8千

加茂语(5.2万)是种异常的壮侗语，有着黎语的上层和非黎语的底层。
此外，与黎语有强烈亲缘关系的尚有以下方言：
- 那斗话[4]
- 谟话（又称“昌感村话”）[5][6]

## 构拟
原始黎语是基于历史语言学比较法构拟出的黎语支共同祖先。原始黎语构拟方案有Matisoff (1988)、Thurgood (1991)、Ostapirat (2004)和Norquest (2007)。

## 音系
下表给出了现代黎语方言的音系特征：

### 辅音
|        |        | 唇音 | 唇齿音 | 齿龈音 | 龈腭音 | 软腭音 | 软腭音 | 声门音 | 声门音 | 声门音 |
| 普通   | 唇化   | 唇音 | 唇齿音 | 齿龈音 | 龈腭音 | 普通   | 唇化   | 腭化   |        |        |
| ------ | ------ | ---- | ------ | ------ | ------ | ------ | ------ | ------ | ------ | ------ |
| 塞音   | 清音   | p    |        | t      | ȶ      | k      | kʷ     | ʔ      |        |        |
| 塞音   | 送气   | pʰ   |        | tʰ     | ȶʰ     | kʰ     | kʰʷ    |        |        |        |
| 塞音   | 浊音   |      |        |        |        | ɡ      | ɡʷ     |        |        |        |
| 塞音   | 内爆音 | ɓ    |        | ɗ      |        |        |        |        |        |        |
| 塞擦音 | 清音   |      |        | t͡s     |        |        |        |        |        |        |
| 塞擦音 | 送气   |      |        | t͡sʰ    |        |        |        |        |        |        |
| 擦音   | 清音   |      | f      | (s)    |        | x      |        | h      | hʷ     | hʲ     |
| 擦音   | 浊音   |      | v      | z      |        | ɣ      |        |        |        |        |
| 擦音   | 边音   |      |        | ɬ      |        |        |        |        |        |        |
| 鼻音   | 鼻音   | m    | ɱ      | n      | ȵ      | ŋ      | ŋʷ     |        |        |        |
| 颤音   | 颤音   |      |        | r      |        |        |        |        |        |        |
| 近音   | 近音   |      |        | l      |        |        |        | ˀj     | ˀw     |        |

- [ɣ]可以有/ɡ/的同位异音。
- [ɬ]、[f]主要出现在声母。[ɬ]也可实现为[tɬ]。
- [x]、[ɣ]主要出现在Xifang方言。
- /t͡s/、/t͡sʰ/、/s/、/z/在许多方言中实现为龈腭音[t͡ɕ]、[t͡ɕʰ]、[ɕ]、[ʑ]。
- /r/可以有[ɾ, dɾ]的同位异音。

### 元音
|        | 前元音 | 央元音 | 后元音 | 后元音 |
| ------ | ------ | ------ | ------ | ------ |
| 高元音 | i      |        | ɯ      | u      |
| 中元音 | e      | ə      | o      | o      |
| 中元音 | ɛ      | ə      | ɔ      | ɔ      |
| 低元音 |        | a      |        |        |

- 在其他黎语方言中/a, i, e, o/可以有[ɐ, ɪ, ɛ, ɔ]的同位异音。
- 元音/ɛ/和/ɔ/在白沙方言和加茂语中常见。
- /ə/出现在某些方言中。

## 历史
梁&张(1996:18-21)推断黎语支故地在雷州半岛，估计黎族跨过琼州海峡抵达海南岛是在距今约4,000年前。

## 更多
- Miyake, Marc. 2013. The other Kra-Dai numerals (Parts 1 （页面存档备份，存于）, 2 （页面存档备份，存于）).
- Miyake, Marc. 2011. 加茂语是黎语吗？ （页面存档备份，存于）
- Miyake, Marc. 2008. 黎语-ɯ （页面存档备份，存于）.
- Miyake, Marc. 2008. Implosives on Hainan. (Parts 1 （页面存档备份，存于）, 2 （页面存档备份，存于）).
- Miyake, Marc. 2008. 黎语声母丛考 （页面存档备份，存于）.
- Miyake, Marc. 2008. 黎语声母滑音 （页面存档备份，存于）.
- Miyake, Marc. 2008. 黎语硬颚韵尾 （页面存档备份，存于）.
- 中国科学院少数民族语言调查第一工作队海南分队编. 1957. 关于划分黎语方言和创作黎文的意见. 黎族语言文字问题科学讨论会.

## 外部連結
- Bible recordings in various Hlai languages（页面存档备份，存于）
- ABVD: Proto-Hlai word list* Hlai-language Swadesh vocabulary list of basic words （页面存档备份，存于） (from Wiktionary's Swadesh-list appendix （页面存档备份，存于）)
- 黎語在線學習 （页面存档备份，存于）（華語與英語）